# Rensbrunn
Rensbrunn är en brunn i ett avloppsvattensystem. Brunnsdiametern är vanligen 225 mm. Den används för att ge möjlighet att spola och rensa spillvattenledningarna. Rensbrunnen placeras vanligen vid förbindelsepunkten, det vill säga vid gränsen mellan fastighetsägarens och VA-verkets ansvar. En mindre variant kallas spolbrunn och närmsta större storlek kallas tillsynsbrunn.